# Sierra Maestra (álbum)
Sierra Maestra é o segundo álbum a solo de António Manuel Ribeiro (líder e vocalista da banda UHF). Editado em julho de 2000 pela Road Records, com distribuição da Vidisco.
Oito anos depois da edição do primeiro álbum de estúdio, Pálidos Olhos Azuis (1992), António Manuel Ribeiro convidou, mais uma vez, antigos e atuais músicos dos UHF para participarem no seu projeto individual. São nove novas canções partilhadas por quatorze convidados, com destaque para o ex membro e fundador dos UHF, Renato Gomes, com um desempenho brilhante em guitarra elétrica e acústica, nos temas "Sierra Maestra" e "Há Sempre Uma História". Além do celebrado regresso de Renato Gomes, entre outros, destaque para as participações de Manuel Faria (ex-Trovante) e Alexandre Manaia (ex-GNR e Bandemónio). Destaque para a recuperação do tema "Podia Ser Natal", da autoria de António Manuel Ribeiro e cantado em dueto com Miguel Ângelo, originalmente editado na compilação de Natal de vários artistas Espanta Espíritos (1995).
Trata-se de um trabalho de profunda reflexão para António Manuel Ribeiro, depois de um período conturbado na sua vida pessoal: "No ano passado foram várias as coisas na minha vida privada que não funcionaram nada bem. O meu pai tinha falecido, borrifei-me para tudo o que andava à volta do mundo da música e tive o meu segundo divórcio. Enfim, foi um ano terribilis", em desabafo ao jornal Público. O poeta e autor das canções encontrou refúgio nesse projeto. É um disco muito sereno, não só na música como nos textos, uma acalmia do autor enquanto ser espiritual. E concluiu dizendo: "Escrevo canções para curar os males do mundo. São elas que nos fazem lembrar coisas que os outros nos querem fazer esquecer". A canção "Ser Eterno (porque foges)" é um apelo a todos os seres humanos, que são almas, que não fujam do medo, pois o medo é algo que nos inculcam, das religiões aos poderes instituídos.
O tema de apresentação do álbum foi o single com a canção título "Sierra Maestra", Em agosto, foi lançado "Beija-me na Rua", contendo no lado B o tema "Sierra Maestra" em edição rádio. O terceiro single, "Porque Será Que Amo",[carece de fontes?] teve a canção incluída na banda sonora de Meu Amor, a primeira telenovela portuguesa premiada com Emmy, em 2009.

## Lista de faixas
O disco compacto é composto por dez faixas em versão padrão. António Manuel Ribeiro partilha a composição dos temas "Olha Para Mim (meu amor secreto)", "Se a Noite Ficasse à Porta" e "Ai Ai Ai (eu quero partir)", respetivamente com Cajó, Marco Costa Cesário e Toninho. Os restantes temas são da autoria de António Manuel Ribeiro.
| CD             |                                         |                                       |         |  |
| N.º            | Título                                  | Compositor(es)                        | Duração |  |
| 1.             | "Sierra Maestra"                        | António M. Ribeiro                    | 5:17    |  |
| 2.             | "Olha Para Mim (meu amor secreto)"      | António M. Ribeiro / Cajó             | 4:46    |  |
| 3.             | "Beija-me na Rua"                       | António M. Ribeiro                    | 3:21    |  |
| 4.             | "Há Sempre Uma História"                | António M. Ribeiro                    | 6:19    |  |
| 5.             | "Se a Noite Ficasse à Porta"            | António M. Ribeiro / Marco C. Cesário | 3:43    |  |
| 6.             | "Ai Ai Ai (eu quero partir)"            | António M. Ribeiro / Toninho          | 3:03    |  |
| 7.             | "Ser Eterno (porque foges)"             | António M. Ribeiro                    | 4:27    |  |
| 8.             | "Porque Será Que Amo"                   | António M. Ribeiro                    | 3:40    |  |
| 9.             | "Podia Ser Natal" (feat. Miguel Ângelo) | António M. Ribeiro                    | 4:07    |  |
| 10.            | "Ao Sol, A Brilhar"                     | António M. Ribeiro                    | 6:31    |  |
| Duração total: | Duração total:                          | Duração total:                        | 43:54   |  |

## Membros
- António Manuel Ribeiro (vocal e guitarra)

Convidados
- Renato Gomes (guitarra eléctrica e acústica) [3]
- António Côrte-Real (guitarra eléctrica e acústica)
- Alexandre Manaia (guitarra e piano)
- Toninho (guitarra acústica)
- David Rossi (baixo)
- Fernando Delaere (baixo e sintetizador)
- Nuno Duarte (baixo)
- Ivan Cristiano (bateria)
- Jorge Manuel Costa (teclas e sax)
- Manuel Faria (teclas)
- Ene Flowers (violino)
- João Nuno Represas (percussão)
- Miguel Ângelo (vocal)